# Misfits (televisieserie)
Misfits is een Britse sciencefictionserie over een groep jonge delinquenten die een werkstraf hebben opgelegd gekregen. Tijdens een vreemde onweersbui krijgen zij superkrachten.

## Geschiedenis
De eerste reeks begon op het Britse kanaal E4 op 12 november 2009 en werd geproduceerd door Clerkenwell Films. In het daaropvolgende jaar werd de reeks in Australië uitgezonden op ABC2. In 2011 volgden de VS via Hulu en Vlaanderen via Jim en Acht.
Het tweede seizoen werd opgenomen vanaf 24 mei 2010 in de naoorlogse arbeiderswijk Thamesmead in Zuidoost-Londen. Deze reeks werd tussen november en december 2010 uitgezonden. Het derde seizoen wordt eveneens op E4 uitgezonden, vanaf 30 oktober 2011.
De eerste reeks won in 2010 de BAFTA Television Award voor beste dramareeks.
In april 2011 werd aangekondigd dat acteur Robert Sheehan niet zou terugkeren in het derde seizoen. Midden september van hetzelfde jaar werd via het internet een kortfilm getoond waarin de verdwijning van Nathan, zijn personage, wordt verklaard. Hier wordt eveneens het nieuwe personage Rudy (gespeeld door Joseph Gilgun) geïntroduceerd. De kortfilm heet Vegas Baby.

## Verhaal
Misfits volgt vijf jonge twintigers, delinquenten die als straf maatschappelijke dienstverlening opgelegd kregen, in Wertham (een fictieve buurt in Londen), die tijdens hun eerste dag door een vreemde storm overvallen worden. Er vallen hagelstenen zo groot als bowlingballen neer. De groep wordt door de bliksem geraakt, en ontwikkelen allemaal superkrachten. Kelly (Lauren Socha) wordt telepathisch, Curtis (Nathan Stewart-Jarrett) kan de tijd terugdraaien, Alisha (Antonia Thomas) windt mensen seksueel op door hun huid aan te raken, Simon (Iwan Rheon) kan zich onzichtbaar maken, en Nathan (Robert Sheehan) blijkt onsterfelijk te zijn.

### Reeks 1
In de eerste episode wordt de groep aangevallen door hun reclasseringsambtenaar, Tony, die tijdens de storm vreemde slechte krachten heeft verkregen. Zij verdedigen zichzelf en doden hem per ongeluk. De eerste reeks handelt voornamelijk over het geheim houden van het gebeuren. Tony’s vervanger, Sally, blijkt zijn verloofde te zijn en zij verdenkt de groep ervan meer te weten dan zij laten merken. Om dit te kunnen bewijzen knoopt zij een relatie aan met Simon. Zo probeert ze meer informatie te verkrijgen over de verdwijning van haar verloofde. Ze steelt zijn gsm, waar Nathan op een videofragment zegt dat ze Tony hebben vermoord. Ze ziet dit en probeert Simon te overtuigen naar de politie te gaan. Ze probeert te vluchten, maar Simon wordt onzichtbaar, maakt haar bang en doodt haar dan tijdens het gevecht om de gsm.
Andere subplots zijn de dakloosheid van Nathan nadat zijn moeder hem uit huis zet, de beginnende relatie tussen Alisha en Curtis, Curtis die per ongeluk de tijd verandert waardoor de relatie met zijn (ex-)vriendin nooit is beëindigd, en Simon die zich eenzaam en geïsoleerd voelt van de groep.
Andere verhalen zijn kortstondig en lopen slechts één aflevering, waaronder dat van een sekte die jongeren brainwasht om ultra-conservatief gedrag aan te nemen. Deze aflevering eindigt met de dood van Nathan na een gevecht met de sekteleider. Terwijl zijn vrienden rouwen, blijkt Nathans kracht: hij ontwaakt gezond en wel in de doodskist.

### Reeks 2
De groep komt dichter bij het einde van de straf, wanneer zij worden achtervolgd door de gemaskerde man die eerder al Nathan redde van de sekte in reeks 1. Deze man helpt hen in gevaarlijke situaties en weet blijkbaar alles nog voor het gebeurt; hij redt de jongeren op verschillende momenten, zoals Nathan wanneer een explosie hem zou doden ten gevolge van drugs die hem kwetsbaar maakten, Curtis wanneer hij gewurgd wordt door een vormveranderaar en Alisha wanneer zij overvallen wordt. Wanneer Alisha een tweede keer wordt overvallen, valt zij van een trap en wordt zij door de man naar zijn verblijfplaats gebracht. De man blijkt Simon te zijn, die uit de toekomst was teruggekeerd om ervoor te zorgen dat Alisha verliefd wordt op hem en dat alles zal gebeuren wat moet gebeuren. Hij waarschuwt voor een komende crisis en de algemene bekendheid van de krachten – dit gebeurt in aflevering 6, maar deze tijdlijn wordt gewist.
Subplots zijn onder meer: Nathan ontdekt dat hij, naast zijn onsterfelijkheid, ook doden kan zien, Nathan en Kelly proberen een relatie, Curtis en Alisha beëindigen hun relatie, Simon wordt langzaam assertiever en aanvaardt zichzelf, Curtis start een relatie met Nikki, die kan teleporteren dankzij het hart van een jongen die wordt doodgeschoten en eerst deze kracht had.

### Kerstspecial (2010)
Drie maanden later verkopen zij hun krachten aan iemand die deze van de ene naar de andere persoon kan overbrengen. Elliot, een gedesillusioneerde priester, koopt verschillende krachten van deze man (waaronder deze van Alisha en Nikki), en gebruikt ze als de nieuwgeboren Jezus Christus. Terwijl de groep viert dat zij terug gewoon zijn, schiet een van de volgers van Jezus Christus Nikki neer. De groep steelt geld van de priester om zo hun krachten terug te kopen, waarbij de priester gedood wordt. De groep kan nu elke kracht kopen die ze maar willen. De episode eindigt in een flits van licht, terwijl Kelly als eerste haar kracht verkrijgt.

### “Vegas, Baby!” (2011, kortfilm)
Nathan, Marnie en Nathan Jr zijn in Las Vegas waar Nathan zijn nieuwe kracht van magie gebruikt om een casino te bedotten. Hij wordt echter gevat omdat hij op een van de twee dobbelstenen 7 ogen heeft laten verschijnen, hij komt in de gevangenis terecht. Er wordt hem een telefoontje toegestaan, waarop hij naar Simon in Engeland belt. Het is echter Rudy die opneemt, maar als Nathan naar “Barry” vraagt, veronderstelt Rudy dat het een verkeerd nummer is. Hierna wordt Nathan schreeuwend weggebracht door de bewakers, roepend “Save me, Barry!”

## Rolverdeling
| Personage      | Acteur                 | Serie |
| -------------- | ---------------------- | ----- |
| Curtis Donovan | Nathan Stewart-Jarrett | 1-4   |
| Simon Bellamy  | Iwan Rheon             | 1-3   |
| Kelly Bailey   | Lauren Socha           | 1-3   |
| Alisha Daniels | Antonia Thomas         | 1-3   |
| Nathan Young   | Robert Sheehan         | 1-2   |
| Rudy Wade      | Joseph Gilgun          | 3-5   |
| Jess           | Karla Crome            | 4-5   |
| Finn Samson    | Nathan McMullen        | 4-5   |
| Abbey Smith    | Natasha O'Keeffe       | 4-5   |
| Alex           | Matt Stokoe            | 4-5   |